# 앨머 리처즈
앨머 윌포드 리처즈(Alma Wilford Richards, 1890년 2월 20일 ~ 1963년 4월 3일)는 미국의 높이뛰기 선수로 1912년 스톡홀름 올림픽에서 유타주의 주민 처음으로 금메달을 획득하기로 유명하였다.

## 경력
유타주 패러완에서 태어난 리처즈는 학교를 그만두고 세계를 탐험하는 데 결정한 8등급 농장 소년이었다. 그러난 그가 떠나기 짧은 시간 후에 인디언 토머스 트루블러드를 만나 학교에 돌아가는 데 납득되었다.
브리검영 대학교에서 코치 유진 L. 로버츠는 리처즈가 농구를 하는 것을 보고, 그에게 6 피트 막대기를 넘는 강의를 하였다. 그러고나서 로버츠 코치는 높이뛰기에서 1912년 선발 시합에 리처즈를 입단시키는 데 모금을 시작하였다. 스톡홀름에서 리처즈는 국내 챔피언 조지 호린을 꺾고 금메달 획득에 성공하였다.
1913년 브리검영 대학교, 1917년 코넬 대학교를 졸업하였다. 1913년 AAU 선수권 대회에서 높이뛰기 우승을 하고 후에 자신의 래퍼터리를 넓혀 10종 경기 선수가 되기도 하였다.
1915년 샌프란시스코에서 세계 박람회와 함께 열린 AAU 선수권 대회에서 후에 IOC 위원장이 된 에이버리 브런디지보다 500점 앞서 10종 경기를 우승하였다.
1916년 베를린 올림픽에서 10종 경기 우승을 기대하였지만, 제1차 세계 대전으로 인하여 중단된 이유로 좌절되고 말았다.

## 후의 세월
서던캘리포니아 대학교 법학대학원에서 법학 학위를 취득하였다. 변호사가 되는 대신 교사의 길을 택하여 32년 동안 로스앤젤레스의 베니스 고등학교에서 과학 교사를 지냈다.
사후에 패러완 공동묘지에 안장되었다.